# Södermanlands runinskrifter NOR1998;22
Södermanlands runinskrifter NOR1998;22 är en vikingatida runsten av kristallin gnejsgranit i Kolunda, Stenkvista socken och Eskilstuna kommun. Runstenen hittades i april 1997. Den låg i grunden till en ladugård i Kolunda och hittades i samband med rivningen av den. Stenen placerades året efter ett par meter söder om runstenarna  Sö 112 och Sö 113. Runstenen är 151 gånger 76 centimeter. Runhöjden är 12 centimeter.

## Inskriften
Translitterering av runraden:
§A --... ¶ : kuþ : hinlbi : ant : 
§B hiʀa : auk : kus : muþiʀ :
Normalisering till fornvästnordiska:
§A ... Guð hialpi and 
§B Gæiʀa(?)/Hæʀa(?) ok Guðs moðiʀ.
Översättning till nusvenska:
Gud och Guds moder hjälpe Geres(?) ande